# Gert-Peter Reichert
Gert-Peter Reichert (* 22. Juni 1955 in Brunsbüttel; † 31. Juli 2001 in Altea) war ein deutscher Maler und Grafiker.

## Leben
Reichert, der zunächst beim Schiffsmeldedienst in Brunsbüttel arbeitete, erhielt die ersten Einführungen in die Radiertechnik von Jens Rusch. Reichert war Mitbegründer der Künstlerbundes Dithmarschen und des Kulturringes Brunsbüttel. 1980 gab er seinen Beruf auf, um eine Ausbildung in Malerei und Graphik bei Eberhard Schlotter in Altea/Alicante (Spanien) zu beginnen. Der Kontakt kam über Jens Rusch zustande, der sich dort in den Werkstätten des deutschen Künstlers weiterbildete.
Seit 1984 war Reichert freischaffend tätig als Maler und Graphiker. 1984/85 wohnte er in Essen, danach zog er nach Wienhausen bei Celle.
1989 erhielt er ein Arno-Schmidt-Stipendium für den Mühlenhof Cordingen. 1996 zog er nach Brieselang bei Berlin. Von 1996 bis 1999 lehrte er an der Musik- und Kunstschule Havelland, Nauen. Seit 2000 hielt er sich ständig in Altea/Alicante auf, wo er am 31. Juli 2001 verstarb.

## Künstlerisches Werk
Das Werk Reicherts, besonders die graphischen Arbeiten, reflektieren die profunde Ausbildung in der Werkstatt Eberhard Schlotters. Reicherts Radierungen bezeugen sein umfassendes Repertoire (Kaltnadelradierung, Mezzotinto-, Vernis Mou- und Aquatinta-Ätzung) und sein Interesse am Experiment (Verätzungen). Er mischte Materialien und Techniken (colorierte Radierungen, Zeichnungen und Aquarell, Malerei und Zeichnung, Collagen usw.). Der überwiegende Anteil seiner Arbeiten orientiert sich an der Realität, deformiert sie, hinterfragt ihr Erscheinungsbild. Autorenporträts und Einzelarbeiten sowie Mappen zu ihren Werken belegen das große Interesse Reicherts an literarischen Themen. Viele seiner Stillleben und Landschaften erweitern den reinen Abbildungscharakter, werden zu Metaphern innerer Befindlichkeiten.

## Ausstellungen und Ausstellungsbeteiligungen (Auswahl)
- 1981 Galeria Dels Artistes, Altea
- 1983 Galeria Rafael II, Altea
- 1986 Kunstverein Hildesheim
- 1988 Galerie 9, Celle (30 Zeichnungen zu „Warten auf Godot“), Abbildungen im Programmheft zur Theateraufführung.
- 1989 Galerie im Forum, Bomlitz – Emschertal-Museum, Herne „Zeichenräume“, Jürgen Hauck, Peter Reichert, Michael Schuppan, Götz Spieß.
- 1990 Galerie aviva, Essen
- 1992 Buch & Kunst, Braunschweig; Synchro-Media, Schwalmstadt; Galerie 9, Celle („Das Panorama“ – 10 Radierungen)
- 1993 Kunsthalle Darmstadt (Preisbewerber der Darmstädter Sezession 1993)[1]
- 1994 Niedersächsische Landesbibliothek, Hannover; Kunst & Nutzen, Bremerhaven
- 1997 Galerie Haus Gartenstrasse, Nauen; Galerie Zone F, Berlin (Wilmersdorf)
- 1998 Museum, Nauen; Galerie PAINEN, Berlin; Galerie Zone F, Berlin / Universität Salzburg / ART McCANN, Frankfurt „100 Vorschläge zu Bertolt Brecht“; Gut Altenhof, Eckernförde „Kunst der Gegenwart im Kreis Havelland, 7 Künstler“ (Katalog)
- 1999 „Fundacion Eberhard Schlotter“, Altea (Spanien)
- 2011 „Fundacion Eberhard Schlotter“ Altea, Spanien
- 2014 „Eberhard Schlotter-Stiftung“ im Bomann-Museum Celle (in Vorbereitung)[2]

## Mappenwerke, Illustrationen und Veröffentlichungen
- 1981 „un pequeño poema“, 10 Radierungen von Peter Reichert und Jens Rusch mit Gedichten von Luisa Muñoz.[3]
- 1987 „Hermann Löns“, 6 Radierungen zur Person des Autors.[4]
- 1988 „Warten auf Godot“, 30 Zeichnungen und 1 Radierung, entstanden während der Proben zu „Warten auf Godot“ von Samuel Beckett im Schloßtheater Celle (Abbildungen im Programmheft der Theateraufführung).
- 1989 „Aus dem Leben eines Fauns“, Mappenwerk mit 20 Radierungen zu Arno Schmidts Kurzroman
- 1990 „Stürenburg-Geschichten“, 9 Radierungen zu 9 Kurzgeschichten von Arno Schmidt
- 1992 „Das Panorama“, Serie von 10 Landschafts-Radierungen.
- 1992 „Nimm die Finger fort, mein Kind“, Zwei Radierungen zu Gedichten von Oskar Ansull.[5]
- 1995 „Arno Schmidt“, 1914–1979, Bibliographie und audiovisuelle Zeugnisse zu Leben, Werk und Wirkung.[6]